# Sumbawa
För andra betydelser, se Sumbawa (olika betydelser).
Sumbawa är en ö i den indonesiska provinsen Nusa Tenggara Barat i gruppen Små Sundaöarna. Sumbawa är 15 448 km2 och har 1,3 miljoner invånare (2010). Huvudorten heter Bima och utgör en mycket god hamn. På den mycket bergiga ön ligger vulkanen Tambora, som når 2 850 m. ö. h., vars utbrott 1815 krävde 50 000 dödsoffer. Invånarna på Sumbawa är av malajiskt ursprung.
Sumbawa var en del av riket  Majapahit. År 1674 blev ön en del av den Nederländska Indien. Under andra världskriget var ön ockuperad av Japan.

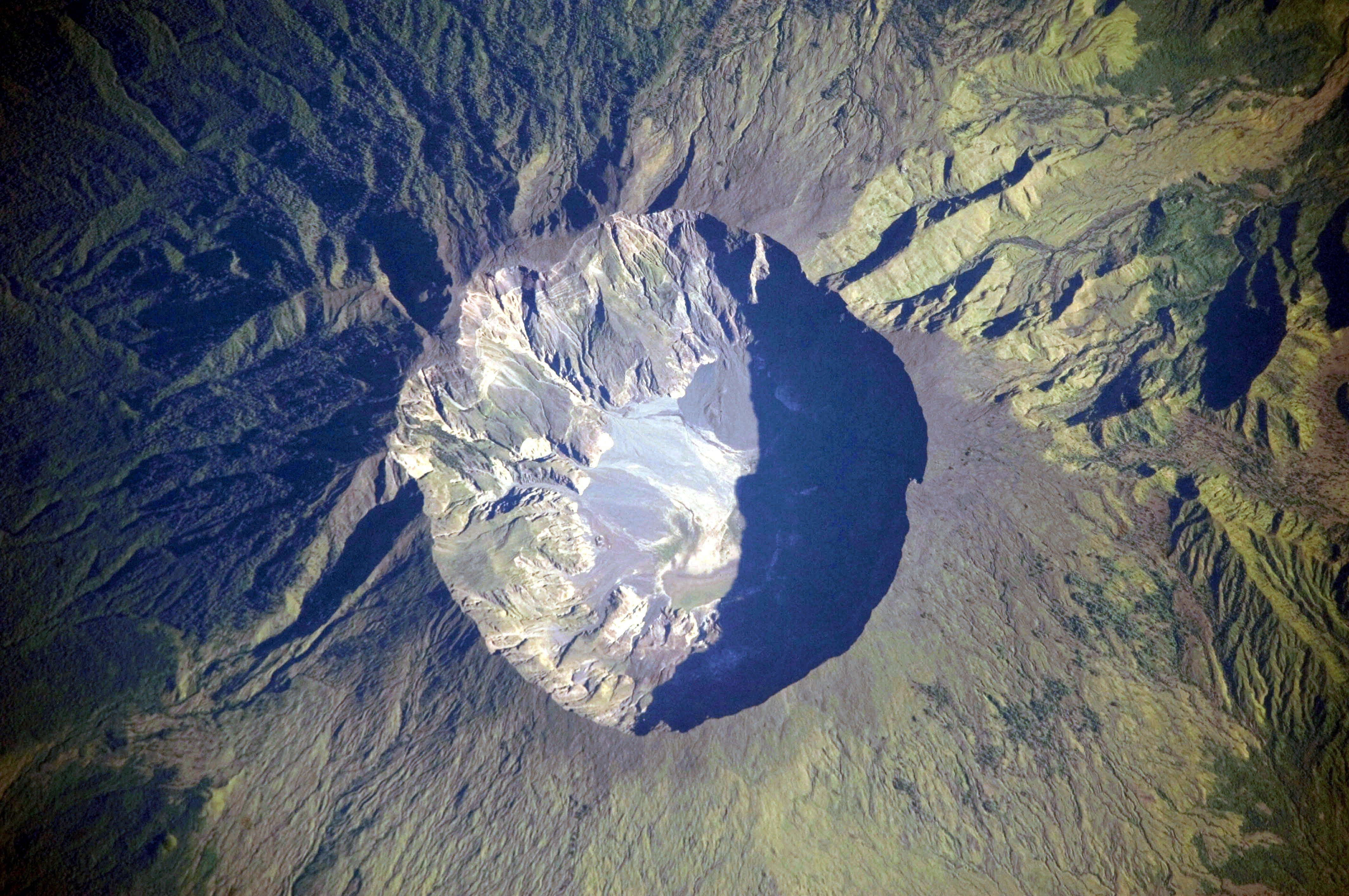
Vulkanen Tambora
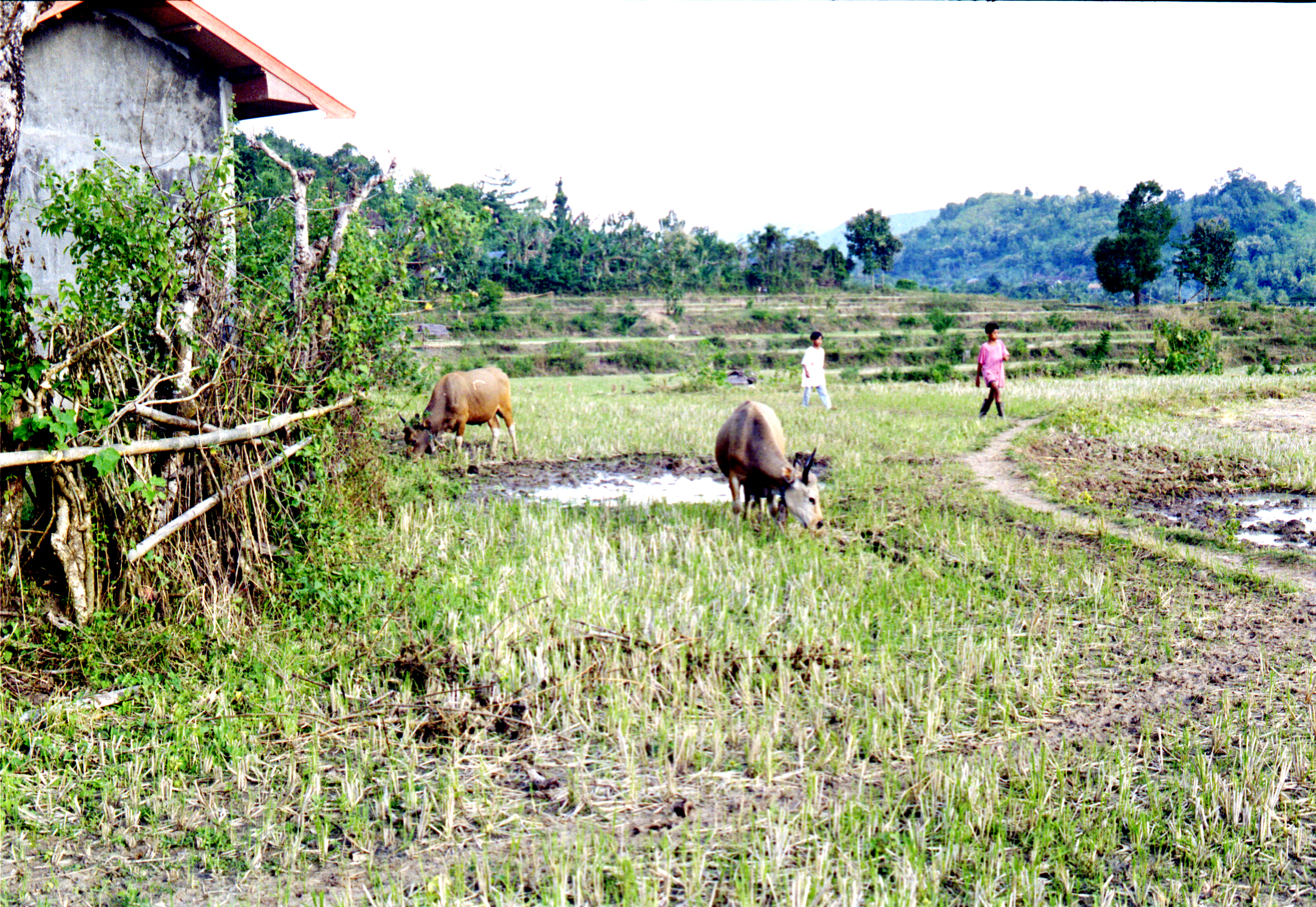
Risfält